# Wieda
Wieda è una frazione del comune tedesco di Walkenried.

## Geografia fisica
Nel suo territorio nasce l'omonimo fiume, affluente della Zorge.